# Departament de Comunitat, Igualtat i Afers Gaeltacht
El Departament de Comunitat, Igualtat i Afers Gaeltacht (gaèlic irlandès An Roinn Gnóthaí Pobail, Comhionannais agus Gaeltachta) va ser un  departament de Govern d'Irlanda de 1956 a 2011. El cap del departament era un  Ministre del Govern.

## Descripció
El 2011, el departament tenia una funció específica en una sèrie de funcions, entre elles:
- Programes de Desenvolupament Comunitari
- Desenvolupament Local
- Els programes RAPID
- Coordinació de l'Estratègia Nacional sobre Drogues
- Cooperació Nord / Sud
- Voluntariat
- Iniciatives de Desenvolupament Rural
- El progrés cap a l'eliminació de la discriminació, la promoció de la igualtat d'oportunitats i la integració de la diversitat
- El gaèlic irlandès
- La Gaeltacht
- El desenvolupament de les illes deshabitades d'Irlanda.
- Aplicació de la política en relació amb la igualtat de tracte, la lluita contra el racisme, la igualtat de la discapacitat i els drets humans

## Història
El departament va ser creat el 1956 com el Departament de la Gaeltacht.
El seu nom va canviar diverses vegades, amb alguns canvis en el seu paper. El departament era conegut com el següent:
- Departament de la Gaeltacht (1956-1993)
- Departament de les Arts, la Cultura i el Gaeltacht (1993-1997)
- Departament d'Arts, Patrimoni, Gaeltacht i les Illes (1997-2002)
- Departament de Comunitat i Medi Rural i Gaeltacht (2002-2010)
- Departament de Comunitat, Igualtat i Afers Gaeltacht (2010-2011)

Fou abolit en 2011 i les seccions foren transferides a altres departaments:
| Funció | Nou Departament                                       |
| --- | ----------------------------------------------------- |
| Comunitat i desenvolupament rural (inclosos PAU i INTERREG, inactius la Comissió de Desenvolupament de l'Oest) | Departament de Medi Ambient, Comunitat i Govern Local |
| Coordinació d'Estratègia Nacional sobre Droga                                                                  | Departament de Salut                                  |
| Gaèlic irlandès, Gaeltacht i les illes                                                                         | Departament d'Arts, Patrimoni i Gaeltacht             |
| Commemoració Nacional de la Fam                                                                                | Departament d'Arts, Patrimoni i Gaeltacht             |
| Cursos d'Aigua                                                                                                 | Departament d'Arts, Patrimoni i Gaeltacht             |
| Turisme marítim                                                                                                | Departament d'Agricultura, Alimentació i Marina       |
| Igualtat, Drets Humans, Integració i Discapacitat                                                              | Departament de Justícia i Igualtat                    |
| Beneficència                                                                                                   | Departament de Justícia i Igualtat                    |
| Inclusió social                                                                                                | Departament de Protecció Social                       |
| Política familiar                                                                                              | Departament d'Afers de la Infantesa i la Joventut     |

## Llista de ministres
| Ministre per la Gaeltacht 1956–1993                             |                             |                        |                        |        |              |
| Núm.                                                            | Nom                         | Inici                  | Deixa el càrrec        | Partit | Partit       |
| 1.                                                              | Richard Mulcahy             | 2 de juny de 1956      | 24 d'octubre de 1956   |        | Fine Gael    |
| 2.                                                              | Patrick Lindsay             | 24 d'octubre de 1956   | 20 de març de 1957     |        | Fine Gael    |
| 3.                                                              | Jack Lynch                  | 20 de març de 1957     | 26 de juny de 1957     |        | Fianna Fáil  |
| 4.                                                              | Micheál Ó Móráin (1r cop)   | 26 de juny de 1957     | 23 de juliol de 1959   |        | Fianna Fáil  |
| 5.                                                              | Gerald Bartley              | 23 de juliol de 1959   | 11 d'octubre de 1961   |        | Fianna Fáil  |
|                                                                 | Micheál Ó Móráin (2n cop)   | 11 d'octubre de 1961   | 26 de març de 1968     |        | Fianna Fáil  |
| 6.                                                              | Pádraig Faulkner            | 27 de març de 1968     | 2 de juliol de 1969    |        | Fianna Fáil  |
| 7.                                                              | George Colley               | 2 de juliol de 1969    | 14 de març de 1973     |        | Fianna Fáil  |
| 8.                                                              | Tom O'Donnell               | 14 de març de 1973     | 5 de juliol de 1977    |        | Fine Gael    |
| 9.                                                              | Denis Gallagher (1r cop)    | 5 de juliol de 1977    | 11 de desembre de 1979 |        | Fianna Fáil  |
| 10.                                                             | Máire Geoghegan-Quinn       | 12 de desembre de 1979 | 30 de juny de 1981     |        | Fianna Fáil  |
| 11.                                                             | Paddy O'Toole (1r cop)      | 30 de juny de 1981     | 9 de març de 1982      |        | Fine Gael    |
|                                                                 | Denis Gallagher (2n cop)    | 9 de març de 1982      | 14 de desembre de 1982 |        | Fianna Fáil  |
|                                                                 | Paddy O'Toole (2n cop)      | 14 de desembre de 1982 | 10 de març de 1987     |        | Fine Gael    |
| 12.                                                             | Charles Haughey             | 10 de març de 1987     | 11 de febrer de 1992   |        | Fianna Fáil  |
| 13.                                                             | John Wilson                 | 11 de febrer de 1992   | 12 de gener de 1993    |        | Fianna Fáil  |
| 14.                                                             | Michael D. Higgins (1r cop) | 12 de gener de 1993    | 21 de gener de 1993    |        | Labour Party |
| Ministre d'Arts, Cultura i la Gaeltacht 1993–1997               |                             |                        |                        |        |              |
| Núm.                                                            | Nom                         | Inici                  | Deixa el càrrec        | Parit  | Parit        |
|                                                                 | Michael D. Higgins (1r cop) | 21 de gener de 1993    | 17 de novembre de 1994 |        | Labour Party |
| 15.                                                             | Bertie Ahern                | 18 de novembre de 1994 | 15 de desembre de 1994 |        | Fianna Fáil  |
|                                                                 | Michael D. Higgins (2n cop) | 15 de desembre de 1994 | 26 de juny de 1997     |        | Labour Party |
| 16.                                                             | Síle de Valera              | 26 de juny de 1997     | 12 de juliol de 1997   |        | Fianna Fáil  |
| Ministre d'Arts, Patrimoni, Gaeltacht i les illes 1997–2002     |                             |                        |                        |        |              |
| Núm.                                                            | Nom                         | Inici                  | Deixa el càrrec        | Partit | Partit       |
|                                                                 | Síle de Valera              | 12 de juliol de 1997   | 6 de juny de 2002      |        | Fianna Fáil  |
| Ministre per la Comunitat, Afers Rurals i Gaeltacht 2002–2010   |                             |                        |                        |        |              |
| No.                                                             | Nom                         | Inici                  | Deixa el càrrec        | Partit | Partit       |
| 17.                                                             | Éamon Ó Cuív                | 6 de juny de 2002      | 23 de març de 2010     |        | Fianna Fáil  |
| Ministre per la Comunitat, Igualtat i Afers Gaeltacht 2010–2011 |                             |                        |                        |        |              |
| Núm.                                                            | Nom                         | Inici                  | Deixa el càrrec        | Partit | Partit       |
| 18.                                                             | Pat Carey                   | 23 de març de 2010     | 9 de març de 2011      |        | Fianna Fáil  |